# Persis Foster Eames Albee
Persis Foster Eames (dite « PFE »), née le 30 mai 1836 à Newry et morte le 7 décembre 1914 à Templeton, est une femme d'affaires, entrepreneuse et vendeuse américaine pour la California Perfume Company, qui prendra le nom d'Avon Products. Elle devint précurseuse des « Avon lady (en) » en raison de ses techniques de marketing, de son recrutement, de la formation des vendeuses, tout en les enmenant vers l'indépendance financière.

## Jeunesse et mariage
Ses parents étaient Alexander Eames et Miranda Howe Eames et elle avait quatre sœurs. En 1866, à 30 ans, alors qu'elle résidait à Williamsburg, elle épousa Ellery Albee, avocat à Winchester dans le New Hampshire et sénateur de l'État de 1869 à 1871,. Le couple eut un fils, Ellery, né en 1870, et une fille, Ellen, en 1873. Peu de temps après le mariage, le couple déménagea à Winchester et vécut dans une maison coloniale blanche à deux étages, en bord de rivière, près d'une gare de chemin de fer en centre-ville. La maison comprenait un magasin qui avait le seul téléphone public de la ville, faisant du lieu un point de rencontre.

## Carrière

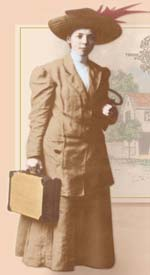
PFE Albee 1886, habillée en tenue de vendeuse.

En 1879, le libraire new-yorkais David H. McConnell (en) visita la maison des Albee à Winchester pour leur fournir des livres. Son succès dans la vente de livres l'ayant conduit à être promu directeur régional chargé de divers territoires américains, il put, à ce titre, recruter d'autres libraires. Se rappelant Albee et de son point de vente, il la recruta comme agent commercial. Elle a d'abord commencé à temps partiel, tout en gérant son propre magasin à domicile, et est finalement devenue un « agent de dépôt » en raison de son emplacement près de la seule gare de la ville et de son utilisation.
McConnell innova en termes de commercialisation de ses livres, en les associant à des échantillons gratuits de parfum maison parfumé à la rose. Ceux-ci intéressants plus les dames que les livres, il se mit à vendre des parfums avec des livres et, en 1886, fonde la California Perfume Company. Albee était une revendeuse prospère et devint en quelques mois sa première « directrice de dépôt ». Elle supervisait son secteur avec des vendeuses qu'elle avait recrutées et s'est fait connaître au sein la California Perfume Company comme sa « mère » en raison de son système pratique et de ses méthodes innovantes pour vendre les produits de l'entreprise, . La vente de femme à femme était considérée par McConnnell comme un moyen d'ouvrir des portes et d'augmenter les ventes.
Celui-ci gérait le siège social de l'entreprise, d'une surface au sol de 6,1 m par 7,6 m (45 m²), situé dans un immeuble de six étages au 126 rue Chambers  à Manhattan. Il était le chimiste et sa femme Lucy, la développeuse des cinq premiers parfums. Le bureau original comprenait un sténographe, un assistant de bureau et un commis à l'expédition. Albee était la directrice général des ventes et a fait appel à d'autres agents et vendeuses pour développer les activités de l'entreprise tout en aidant à développer de nouveaux produits permettant à l'entreprise de s'agrandir pour prendre en charge tous les étages du bâtiment.
Devenue veuve en 1885, les registres du recensement de la ville la répertorient comme marchande d'articles ménagers et de vacances. L'année suivante, son magasin fusionne avec la vente de parfums et d'autres produits pour femmes, que Albee dirigeait depuis son domicile en 1886 à 50 ans, et faisait du porte-à-porte à Winchester et dans le comté de Cheshire, dans le New Hampshire. Elle a développé des techniques de vente directe de porte-à-porte, encore utilisées aujourd'hui, et un réseau féminin pour vendre directement aux femmes, ce qui a donné la possibilité aux vendeuses de gagner un revenu et de devenir financièrement indépendantes, alors qu'il s'agissait traditionnellement d'une main-d'œuvre composée uniquement d'hommes.
En 1886, PFE Albee s'habillait en vendeuse et conçut un produit connu sous le nom de « Little Dot Perfume Set », , ,  qui était composé de cinq flacons de parfums aux essences florales (en) assemblés dans un coffret. Elle a recruté plus d'une centaine de femmes en tant que « Madame Avon » la première année pour vendre principalement ce coffret, ,  et elle a formé plus de 5 000 représentants pour vendre des produits cosmétiques au cours de sa carrière de douze ans au sein de l'entreprise, qui deviendra connue sous le nom d'Avon.
Selon l'époque, Albee s'habillait d'une robe typique du XIXe siècle ou selon d'autres modes lors de ces tournées. Parfois, elle portait un chapeau doublé, des gants habillés et des bottes hautes boutonnées. À chaque visite, elle avait un manuel indiquant l'état réel des stocks afin d'assurer que la réception des produits corresponde à la commande.
Elle proposera par la suite toute une variété de produits cosmétiques à ses clients pour devenir conseillère beauté, et vendre des crèmes, des savons et du dentifrice en plus des parfums. Elle voyageait généralement en calèche dans son secteur, et en train dans d'autres états du nord-est, avant l'ère automobile. Dans ce processus commercial, elle recruta plus de femmes comme agents de vente pour des emplois autogérés, permettant la vente de la gamme de produits pour femmes de la California Perfume Company grâce à des techniques de vente non agressives lors des visites à domicile. Albee a fait partie de l'entreprise pendant vingt-cinq ans et a vécu à Winchester durant cette période. La société est devenue Avon Products des années après sa mort, cependant Albee est perçue par l'historienne Carol Lamprey Poole comme la toute première représentante d'Avon - la première Avon Lady au monde- pour avoir inspiré les traditions d'esprit d'entreprise pour la vente à domicile, .

## Autres activités
Albee était professeur à l'école dominicale et présidente de l'association littéraire locale.

## Fin de vie et mort
Sa santé déclinante au milieu de ses 70 ans l'a forcée à arrêter la vente. Elle emménagera alors avec sa fille Ellen Albee Day à Baldwinville (en) et décèdera le 7 décembre 1914 à Templeton, à l'âge de 78 ans. Ses restes ont été enterrés au cimetière Evergreen de Winchester, , centre de formation Avon à New York.

## Héritage

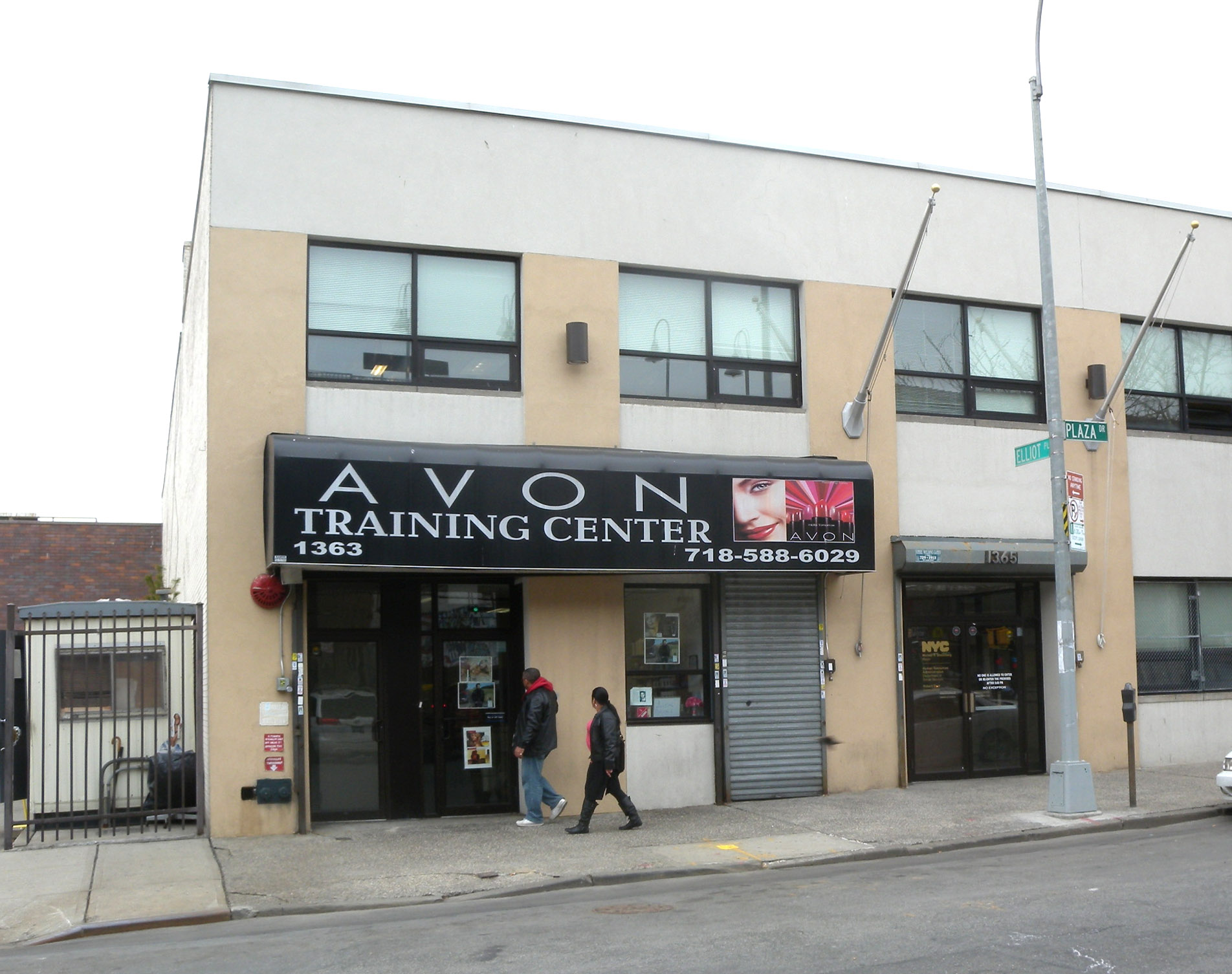
Centre de formation Avon à New York New York

On dénombrait en 1971 environ 450 000 « Madame Avon », ce nombre passant à plus d'un demi-million en 1972, , . Divers « prix Albee » étaient décernés aux meilleurs vendeurs de certains secteurs,  dont une représentation de poupée d'Albee, produite par les créateurs de figurines Hummel, en 1973. En 1997, une poupée Albee Barbie fût vendue uniquement aux meilleurs agents de vente Avon et est maintenant un objet de collection, , .